# 梅尔旺
梅尔旺（法語：Melgven，法語發音：[mɛlvɛ̃]）是法国菲尼斯泰尔省的一个市镇，属于坎佩尔区。

## 地名
该地名“Melgven”发音为[mɛlvɛ̃]，字母“g”不发音，《世界地名翻译大辞典》与《世界地名译名词典》将其误译作“梅尔格旺”。

## 地理
梅尔旺（47°54'21"N, 3°50'10"W）面积51.17 平方千米，位于法国布列塔尼大區菲尼斯泰尔省，该省份为法国最西部的省份，位于布列塔尼半岛西部，北西南三面环大西洋，东临阿摩尔滨海省和莫尔比昂省。
与梅尔旺接壤的市镇（或旧市镇、城区）包括：罗斯波尔当、特雷甘、孔卡諾、蓬塔旺、圣伊维。
梅尔旺的时区为UTC+01:00、UTC+02:00（夏令时）。

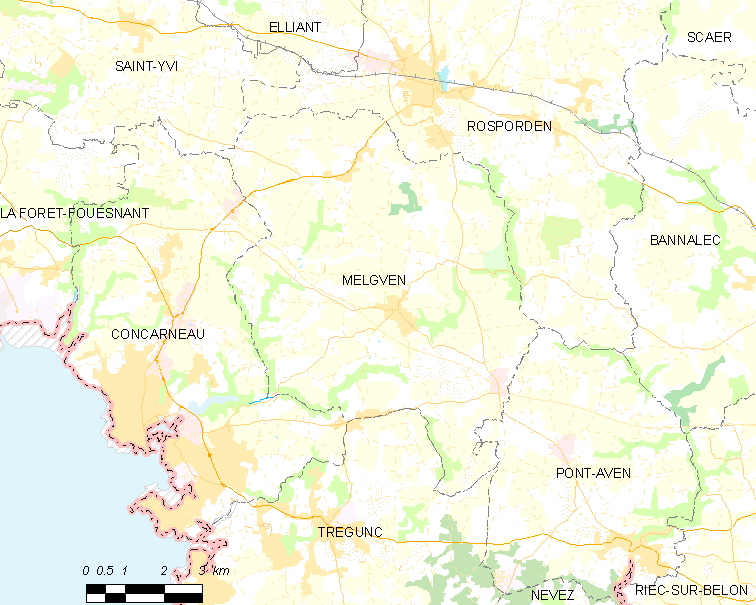
梅尔旺的OSM定位图

## 行政
梅尔旺的邮政编码为29140，INSEE市镇编码为29146。

## 政治
梅尔旺所属的省级选区为孔卡诺县。

## 人口

1962-2008年间梅尔旺人口变化图示

梅尔旺于2022年1月1日时的人口数量为3388人。